# Urša Pintar
Urša Pintar, parfois orthographiée Urška Pintar, née le 3 octobre 1985 à Ljubljana, est une coureuse cycliste slovène. Elle est championne de Slovénie du contre-la-montre en 2016 et 2017 et de la course en ligne en 2020 et 2023.

## Biographie
Urša Pintar pratique dans un premier temps la course à pied et ne passe au cyclisme qu'à l'âge de 24 ans en raison d'une blessure au genou. Elle s'impose rapidement parmi les meilleures coureuses de son pays et monte sur le podium aux championnats nationaux dans au moins une des disciplines chaque année de 2011 à 2024. Elle remporte quatre titres, deux en contre-la-montre individuel en 2016 et 2017 et deux sur la course en ligne en 2020 et 2023.
Elle court le Tour d'Italie féminin chaque année de 2014 à 2019 et participe à l'édition inaugurale du Tour de France Femmes en 2022, mais doit abandonner dès la deuxième étape. Elle participe également à plusieurs championnats du monde.
En février 2023, Pintar monte sur son premier podium dans une course d'une jour du calendrier international lors de l'Aphrodite Cycling Race à Chypre. Elle décroche cinq autres podiums cette année-là. Elle est sélectionnée pour les Jeux olympiques de Paris en 2024, où elle participe à la course en ligne et au contre-la-montre individuel.

## Palmarès

### Par année
- 2011
  - 2e du championnat de Slovénie sur route
- 2012
  - 2e du championnat de Slovénie du contre-la-montre
  - 3e du championnat de Slovénie sur route
- 2013
  - 3e du championnat de Slovénie sur route
- 2014
  - 2e du championnat de Slovénie sur route
- 2015
  - 2e du championnat de Slovénie sur route
  - 3e du championnat de Slovénie du contre-la-montre
- 2016
  -  Championne de Slovénie du contre-la-montre
  - 2e du championnat de Slovénie sur route
- 2017
  -  Championne de Slovénie du contre-la-montre
- 2018
  - 2e du championnat de Slovénie du contre-la-montre
- 2019
  - 2e du championnat de Slovénie sur route
- 2020
  -  Championne de Slovénie sur route
- 2021
  - 2e du championnat de Slovénie sur route
  - 2e du championnat de Slovénie du contre-la-montre
- 2022
  - 3e du championnat de Slovénie sur route
  - 3e du championnat de Slovénie du contre-la-montre
- 2023
  -  Championne de Slovénie sur route
  - 2e de l'Aphrodite Cycling Race - Women for future
  - 2e de l'Alpes Grésivaudan Classic
  - 3e de l'Aphrodite Cycling Race (course en ligne)
  - 3e de l'Umag Trophy Ladies
  - 3e du Poreč Trophy Ladies
  - 3e de la Respect Ladies Race Slovakia
- 2024
  - 2e du championnat de Slovénie sur route
  - 3e du Poreč Trophy Ladies
  - 3e de la Groupama Ladies Race Slovakia

### Résultats sur les grands tours

#### Tour d'Italie
6 participations
- 2014 : 84e
- 2015 : 73e
- 2016 : 54e
- 2017 : 27e
- 2018 : 25e
- 2019 : 43e

#### Tour de France
1 participation
- 2022 : hors-délais ([[3e étape du Tour de France Femmes 2022|3e étape]])

### Classements mondiaux
| Année                                 | 2011 | 2012 | 2013 | 2014 | 2015 | 2016 | 2017 | 2018 | 2019 | 2020 | 2021 | 2022 | 2023 | 2024 |
| ------------------------------------- | ---- | ---- | ---- | ---- | ---- | ---- | ---- | ---- | ---- | ---- | ---- | ---- | ---- | ---- |
| Classement UCI                        | 266e | 341e | 327e | 191e | 208e | 246e | 118e | 165e | 89e  | 56e  | 114e | 163e | 92e  | 198e |
| UCI World Tour                        |      |      |      |      |      | nc   | 109e | 142e | 115e | 102e | 86e  | 147e | 266e | 174e |
|                                       |      |      |      |      |      |      |      |      |      |      |      |      |      |      |
| Légende : nc = non classéSource : UCI |      |      |      |      |      |      |      |      |      |      |      |      |      |      |